# Green Boots
Vous lisez un « bon article » labellisé en 2019.
Green Boots est une dépouille non identifiée d'un alpiniste devenue un repère visuel pour les expéditions qui s'attaquent à l'ascension du mont Everest par la voie d'accès Nord. Toutes les expéditions en provenance du versant tibétain passent en effet près du petit abri rocheux sous lequel il repose, à près de 8 460 mètres d'altitude, entre le camp VI et les trois ressauts qui marquent les derniers obstacles de l'ascension sur l'arête Nord-Est. Ce surnom est une allusion à la couleur verte des chaussures d'alpinisme (« green boots » en anglais) que le corps porte encore.
Mort probablement lors de la tempête de 1996, bien que des théories alternatives fassent état de sa disparition autour des années 2000, le corps n'a jamais été déplacé. Du fait du gel qui le maintient contre la roche et de la très grande difficulté à fournir des efforts physiques importants à une telle altitude, il serait impossible de le redescendre de la montagne et les conditions météorologiques rendent périlleuse une inhumation formelle. Green Boots doit ainsi demeurer dans le « cimetière à ciel ouvert » que serait, selon les alpinistes, devenu l'Everest au cours de la seconde moitié du XXe siècle.
Cet homme inconnu — bien que la version plus répandue est qu'il s'agisse du grimpeur indien Tsewang Paljor —, figé à seulement quelques centaines de mètres du plus haut sommet du monde, est devenu le symbole populaire du manque de solidarité qui sévit parfois en alpinisme. S'il est communément admis qu'un grimpeur n'a pas à mettre sa vie en jeu pour en secourir un autre quand le risque est trop grand, il s'avère que de plus en plus d'expéditions, dans leur hâte d'atteindre le sommet, ont parfois délaissé des victimes qu'elles auraient pu, selon certains experts, être en mesure de secourir. La majorité des victimes de l'ascension de l'Everest, à l'instar de Green Boots, « balisent » malgré elles les sentiers, mais leur sort est également un rappel permanent du caractère incertain de la survie en haute montagne.

## Situation

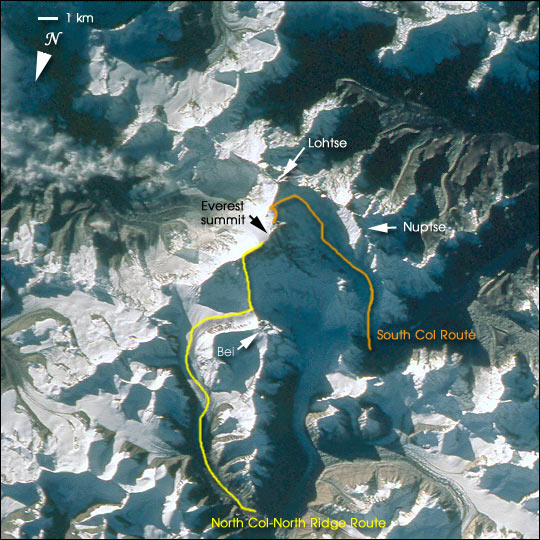
Green Boots se situe non loin du sommet, à environ 8460 mètres d'altitude, le long de la voie d'accès Nord (ici en jaune).

Du fait de sa fréquentation, la cavité sous laquelle gît Green Boots se voit attribuer par métonymie le nom de son hôte et devient autour des années 2000 connue et référencée par les alpinistes comme un repère dans l'ascension menant au sommet. Cet abri creusé naturellement dans la roche se situe dans la zone de la mort de l'Everest, en deçà du « premier ressaut », à près de 8 460 mètres d'altitude. Le refuge qu'il offre sur une pente non loin de la crête sommitale permet de reprendre son souffle et devient très populaire lors des descentes du sommet, en accueillant, le temps d'un répit, près de 80 % des alpinistes.
Au fil des ans, le corps a été légèrement déplacé, malgré le gel qui le maintient probablement contre le sol de la grotte, et ses vêtements se sont décolorés. D'après une vidéo amateur réalisée en 2001, il gisait sur son flanc droit, mais une photographie prise en mai 2010 le montre sur son flanc gauche, tourné vers l'extérieur de l'abri et dans la direction du sommet. Ces mouvements pourraient être dus aux efforts (interrompus par la fatigue) de certains visiteurs pour le déplacer, ou bien tenir du retournement d'image imputable aux appareils photo non numériques. Aux yeux des alpinistes qui doivent passer devant lui sur cette voie pour atteindre le sommet, il semble sommeiller. Plusieurs bouteilles d'oxygène vides sont visibles à ses côtés.
Un habitué de l'Everest passé par la cavité en mai 2014 s'étonne de ne pas y voir Green Boots et fait circuler la rumeur que le corps a disparu. En 2017, cependant, une expédition lancée avec le but d'inhumer plusieurs corps prétend l'avoir trouvé à l'endroit habituel et sommairement enseveli, avant de se rétracter et d'expliquer qu'elle n'a pu qu'inhumer le corps d'un autre alpiniste.

## Identités possibles

### Tsewang Paljor (1996)

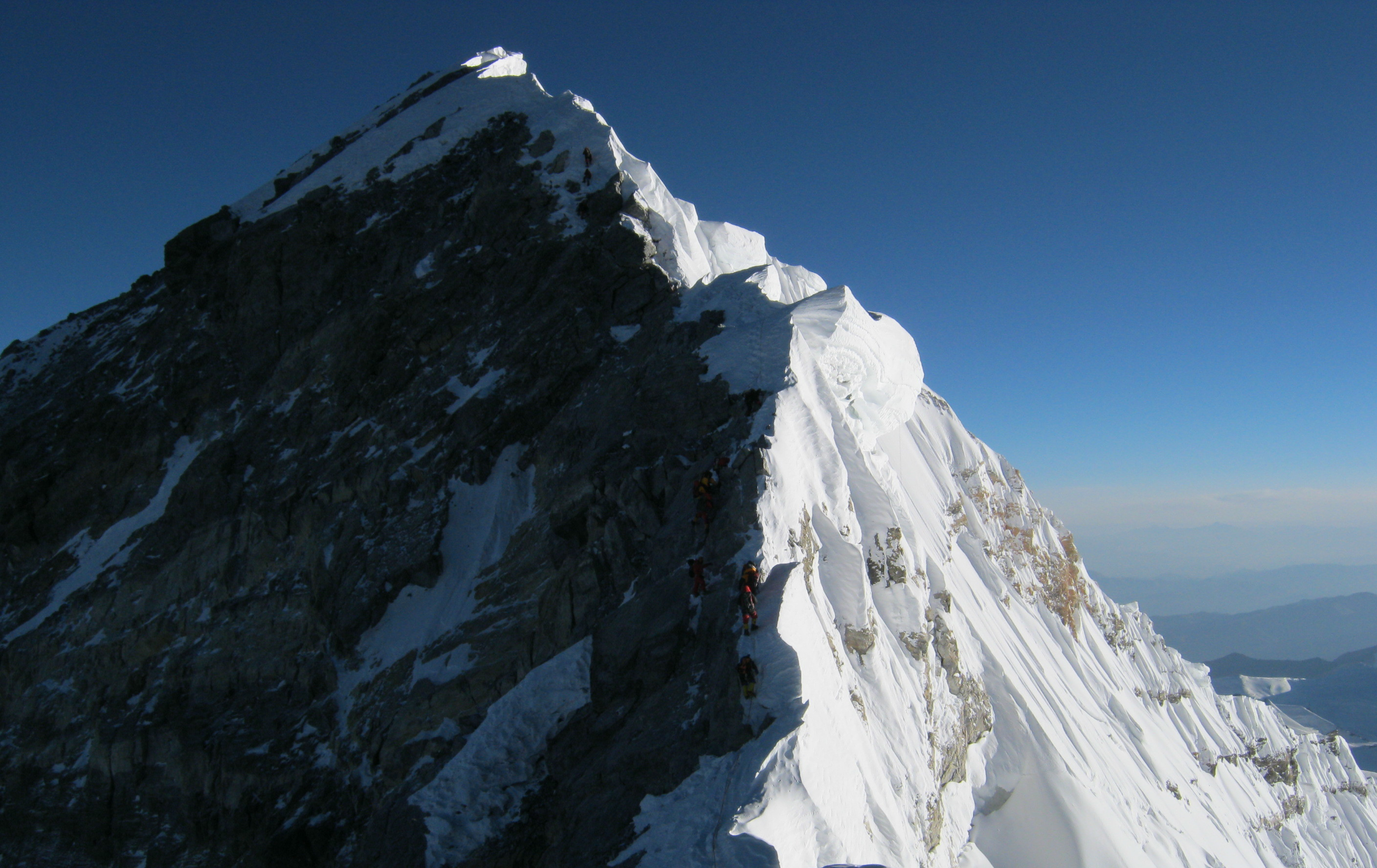
Des alpinistes près du sommet. Dans des conditions climatiques comme celles de la saison 1996, l'ascension comme la descente deviennent terriblement périlleuses.

La version la plus répandue sur l'identité de Green Boots lui attribue celle du grimpeur indien Tsewang Paljor, qui porte des chaussures vertes de la marque Koflach le jour de mai 1996 où il se lance à l'assaut du sommet avec ses compagnons de cordée Tsewang Samanla et Dorje Morup. Cette saison d'alpinisme 1996 sur l'Everest est plus connue pour la mort de cinq grimpeurs des expéditions occidentales Adventure Consultants et Mountain Madness sur la voie Sud-Est ; pourtant, la tempête qui cause leur perte voit également la mort de trois Indiens sur la voie Nord-Est, dont Paljor, qui font partie de l'expédition organisée par des gardes-frontières de l'Indo-Tibetan Border Police (ITBP). L'expédition, dirigée par le commandant Mohinder Singh, constitue la première ascension indienne par l'est.
Le 10 mai 1996, trois membres de cette expédition, le subedar Tsewang Samanla, le lance naik Dorje Morup et le head constable (en) Tsewang Paljor, sélectionnés par leur commandant pour tenter l'ascension en premier, sont ainsi surpris par le blizzard, juste au-dessous du sommet qu'ils n'ont pas encore atteint. Alors que trois autres de leurs compagnons font demi-tour, Samanla, Morup et Paljor décident de pousser l'ascension jusqu'au bout. Vers 15 h 45, les trois grimpeurs contactent leur commandant d'expédition par radio, qui transmet au Premier ministre indien une bonne nouvelle : l'équipée a atteint le sommet. Ils laissent sur les lieux une offrande de drapeaux de prières, de khatas et de pitons ; d'après l'écrivain américain Jon Krakauer, présent ce jour-là, la visibilité déclinante les aurait cependant trompés et ils se seraient retrouvés, en réalité, à encore deux heures des hauteurs de l'Everest. Cet échange avec leur commandant serait leur dernier contact radio. Depuis les camps avancés à 8 300 m, deux de leurs lampes frontales sont aperçues une dernière fois au-dessus du second ressaut à 8 570 m, mais aucun des trois grimpeurs ne retourne à sa tente après la tombée de la nuit,.
Le 11 mai, le lendemain, un groupe de deux Japonais et trois sherpas emprunte le même chemin qu'eux pour se rendre au sommet. À 6 h du matin, alors qu'ils entament le premier ressaut, les grimpeurs rencontrent vers 8 500 mètres d'altitude l'un des trois Indiens, que Jon Krakauer désigne plus tard dans ses mémoires comme « probablement » Tsewang Paljor, mais que l'écrivain Richard Cowper refuse de nommer dans son témoignage. Après une nuit entière passée dans la neige, sans oxygène, l'homme est encore vivant et capable de gémir mais souffre de gelures terribles. Peut-être pour ne pas avoir à renoncer à leur ascension, les Japonais décident de ne pas s'arrêter et poursuivent leur route. C'est vers 9 h, au-delà du second ressaut, qu'ils croisent les deux derniers Indiens, qui seraient donc Tsewang Samanla et Dorje Morup. L'un d'eux est alors « proche de la mort », et l'autre recroquevillé dans la neige. Les Japonais ne s'arrêtent pas non plus et diront plus tard à leur sujet qu'« ils étaient profondément atteints du mal des montagnes » et qu'ils « paraissaient dangereux »,.
Les journaux occidentaux BBC et The Washington Post font partie des médias relayant l'identité de Tsewang Paljor pour Green Boots, en plus de nombreux blogs amateurs,.

### Dorje Morup (1996)
Un article publié dans le Himalayan Journal (en) en 1997 évoque plutôt la possibilité que le corps de Green Boots soit celui du lance naik Dorje Morup, intervertissant ainsi les identités attribuées aux trois hommes dans la « version Tsewang Paljor ». La BBC relaie cette supposition en 2015. L'article de 1997, intitulé « The Indian Ascent of Qomolungma by the North Ridge », est écrit par un certain « P. M. Das », le commandant en second de l'expédition dont font partie Samanla, Morup et Paljor. Das rapporte que les trois alpinistes annoncent à 18 h 30, le 10 mai, avoir atteint le sommet, et que deux grimpeurs sont ensuite brièvement repérés à 19 h 30, grâce à leur lampe frontale, en train de redescendre. Aucun ne parvient cependant à rejoindre le camp VI. Le lendemain, un autre membre de l'expédition indienne placé près du col Nord contacte le camp de base par radio pour annoncer que Morup a été aperçu en train de descendre lentement entre les premier et deuxième ressauts. Puisqu'une équipe japonaise stationne au camp VI ce jour-là avant d'attaquer le sommet, les Indiens leur demandent d'être attentifs aux grimpeurs croisés sur la route. Les Japonais rencontrent en effet Morup entre le premier et le second ressauts ; d'après eux, il « refusait de remettre ses gants malgré ses gelures » et « avait des difficultés pour déclipser son mousqueton des points d'ancrage ». Ils l'aident à passer d'une corde fixe à l'autre puis continuent leur ascension, découvrant le corps inanimé de Tsewang Samanla au-dessus du second ressaut.
Pendant leur descente, les Japonais retrouvent Dorje Morup toujours vivant, tentant tant bien que mal et très lentement de descendre. Ils supposent que l'Indien sera capable de regagner le camp VI et poursuivent leur route. Morup n'est cependant jamais revu vivant, et son corps est trouvé le 17 mai par le second groupe d'ascension indien, « couché sous l'abri d'un rocher près de la ligne de descente, pas loin du camp VI, avec tous ses vêtements intacts et son sac à dos à son côté ». Quant au corps de Tsewang Paljor, Das écrit qu'il n'a jamais été retrouvé.
L'Himalayan Journal indien est ainsi la seule publication à appuyer l'identité de Dorje Morup pour Green Boots, bien que la BBC se fasse l'écho de cette théorie.

### Une autre identité?
Interrogée sur ses raisons pour ne pas tenter de ramener le corps de Green Boots, l'ITBP annonce ne pas pouvoir garantir qu'il s'agirait bien du corps de Paljor : « d'aucuns disent qu'il s'agit de quelqu'un de l'ITBP, d'autres qu'il s'agit d'un Indien et d'autres encore que c'est le corps d'un étranger. Nos membres l'ont bien aperçu mais n'ont pas été en mesure d'établir s'il s'agissait d'un des nôtres », déclare-t-elle pour mettre fin aux questions.

## Postérité

### Mort de David Sharp

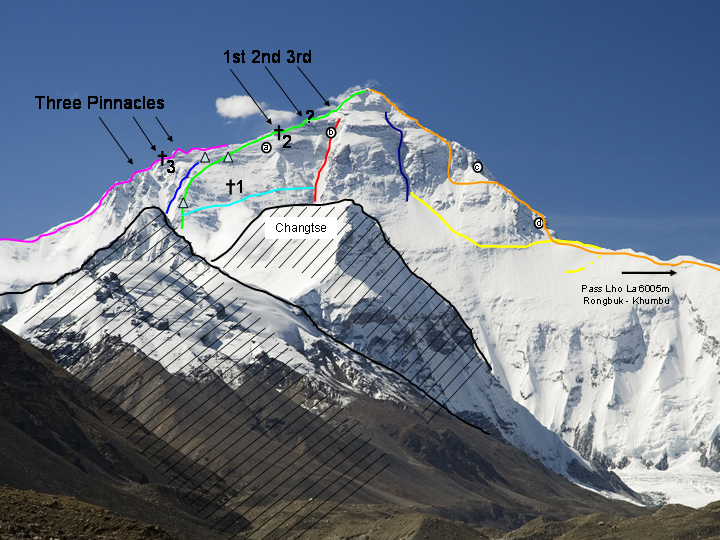
David Sharp est retrouvé aux côtés de Green Boots, à peu près au niveau du second ressaut (†2 sur la carte).

L'alpiniste britannique David Sharp meurt de froid au cours d'une tentative d'ascension en solitaire le 16 mai 2006, après avoir été trouvé en état d'hypothermie dans l'abri rocheux de Green Boots, recroquevillé près des pieds du corps aux chaussures d'alpinisme vertes.
L'accident fait grand bruit dans la communauté des alpinistes, les uns accusant les autres d'avoir ignoré les avertissements radio envoyés au camp de base avancé, ou d'avoir délibérément refusé de venir en aide au mourant pour mieux poursuivre l'ascension. En tout, une quarantaine d'alpinistes passent devant Green Boots entre le soir du 14 et le 15 mai, sans nécessairement s'arrêter pour porter assistance à Sharp. Quant à la plupart de ceux qui s'approchent finalement du mourant, ils ne le font qu'à la descente (soit lors de leur deuxième passage devant Green Boots), non à l'ascension. D'aucuns diront plus tard qu'ils ne l'ont pas vu, ou qu'ils l'ont pris pour Green Boots, le corps dont ils connaissaient la présence à cet endroit. Le documentaire Dying For Everest (2007), retraçant l'ascension du double amputé Mark Inglis, avance que la situation de détresse de Sharp a réellement pu être ignorée par les grimpeurs qui l'apercevaient mais choisissaient de ne pas s'arrêter, parce qu'ils le confondaient avec Green Boots.
D'après certains, le fait que Sharp soit resté accroché à la corde de guidage obligeait néanmoins tout passant à déclipser puis reclipser ses maillons autour de son corps. Il reste probable cependant que l'évaluation de ce drame a perdu de sa nuance devant le caractère tragique et cruel d'une telle fin. La couverture médiatique qui en est faite renforce la renommée du surnom de Green Boots, utilisé naturellement à l'époque dans les communications radio au moment d'indiquer qu'« il y a une victime à Green Boots ».

### Tentatives d'inhumation
L'alpiniste britannique Ian Woodall (en) a été profondément marqué par la tempête de 1996 et les morts qu'elle a laissés derrière elle. Lui-même est alors présent sur la montagne et dirige une expédition sud-africaine au camp IV quand elle survient. En mai 2007, il organise une expédition qui vise à « inhumer » formellement « l'alpiniste indien » Green Boots, David Sharp, et surtout une autre grimpeuse restée dans les sommets, Francys Arsentiev, qu'il a vue dépérir sans pouvoir lui venir en aide en mai 1998, et dont la mort le hante. Il parvient au terme d'une cérémonie à faire glisser le corps d'Arsentiev sur la pente de la face Nord, mais le mauvais temps ne lui permet pas de s'occuper de Green Boots.
En 2017, le club d'alpinisme russe 7 Summits Club annonce vouloir recouvrir plusieurs corps visibles sur la face Nord, dont Green Boots, même si un témoignage précédent fait état de la disparition du corps :

« Nous avons également entrepris de recouvrir le « fameux » Green Boots. Tout le monde sait qu'il marque l'altitude 8 500 m [transcription perturbée par une respiration difficile] [...] En 1996, est mort là un grimpeur indien nommé Tsewang Paljor, il s'est juste posé là pour se reposer et est mort gelé. Son corps a été congelé comme de la pierre. Il avait des bottes d'escalade vertes. Et tous les grimpeurs ont alors commencé à déterminer l'altitude en évoquant les bottes vertes. Elles marquent les 8 500 m,. »

— Communication du 7 Summits Club
Ultérieurement, le club explique cependant à l'alpiniste Alan Arnette, qui tient un blog respecté sur l'actualité des ascensions de l'Everest, que cette communication était essentiellement destinée à satisfaire les médias, et que le corps n'a pas été enseveli : « Je pense que ça ne vaut pas la peine d'en faire état. Peut-être ont-ils entassé quelques pierres. Il s'agissait plus de paroles destinées à la presse que d'une action. En réalité, ils n'ont enseveli que Marko [Lihteneker, un Slovène mort en 2005] ».

### Détresse des proches
La famille de Tsewang Paljor est dans un premier temps avertie que le jeune homme a « disparu », et non pas qu'il est « mort », un euphémisme que sa mère prend pour vérité, allant de monastère en monastère faire des offrandes pour son salut. Sous la pression de ses proches, elle finit par admettre son décès ; son deuil s'aggrave cependant d'amertume face au maigre soutien de l'ITBP, qui avait promis de prendre soin de la famille de Paljor mais ne finit par lui attribuer qu'une pension ne permettant même pas de tenir trois jours chaque mois. Quant à la postérité de Tsewang sous le nom de Green Boots, seul le frère du disparu l'apprend, prenant soin de la cacher à leur mère :

« J'étais sur internet quand j'ai découvert qu'on le surnommait Green Boots, ou un nom comme ça. Ça m'a bouleversé, et choqué, et je ne voulais surtout pas que ma famille entende parler de ça. Honnêtement, c'est très difficile pour moi d'aller même jusqu'à regarder les photos qu'on trouve sur internet. Je me sens tellement impuissant. »

— Thinley Paljor, frère de Tsewang Paljor
La difficulté à ensevelir ou rapatrier les morts explique la présence immuable de corps abandonnés à leur sort en certains endroits de l'Everest, une perspective insupportable pour les familles des disparus : « Un jour vous êtes en train de vous dire au revoir à l'aéroport, et le suivant c'est « Oh, papa s'appelle Green Boots et tout le monde lui passe devant » », ironise ainsi un alpiniste passé par le sommet. Le simple fait de savoir que le corps d'un de ses proches est condamné à rester isolé et emprisonné dans la glace est traumatisant ; dans certaines cultures, un retour de la victime chez elle permettrait au moins de recouvrer l'honneur et de pouvoir tourner la page. Mais la récupération d'un corps relève également parfois d'une autre préoccupation vitale pour la famille du disparu : prouver sa mort pour espérer obtenir une pension financière ou accéder à la gestion posthume de ses biens.

## Un cas symptomatique des morts de l'Everest

### Cimetière à ciel ouvert
L'Everest a vu la mort de 300 personnes : on dénombrerait plus de 200 corps le long de ses pentes, parfois en pleine vue des grimpeurs,. Pour toute personne s'essayant à gravir la montagne, il est fréquent d'avoir à contourner ou enjamber plusieurs corps sur son parcours, voire à détacher puis replacer ses mousquetons autour de ceux du défunt, lorsque celui-ci est encore lié à une corde de sûreté ; en apercevoir une vingtaine au cours d'une seule expédition est chose courante. Affaiblis par le froid et le manque d'oxygène, des blessés immobiles seraient régulièrement confondus avec des morts et de fait laissés seuls à leur sort par les autres ascensionnistes. Les environs du second ressaut sont d'ailleurs parfois surnommés « crête arc-en-ciel », du fait des nombreux corps aux parkas colorées qui jonchent ses pentes.
Les corps sont exceptionnellement bien conservés du fait de la température largement négative qui règne à ces altitudes (entre -30 et −50 °C au sommet) et de l'absence de prédateurs, comme l'a prouvé la découverte par Conrad Anker en 1999 des restes de George Mallory, disparu en 1924 et préservé de toute dégradation cadavérique,. D'une saison d'alpinisme à l'autre, les vêtements et les cordes d'ascension des disparus se décolorent, tandis que leur peau exposée au froid noircit rapidement sous le coup du gel. Le cadavre lui-même paraît momifié, parfois légèrement tassé. Il arrive d'en retrouver ne portant aucun gant, ou le manteau entrouvert : de probables réactions d'hypoxie ou d'hypothermie, les victimes croyant dans leurs derniers instants souffrir d'un excès de chaleur et non de froid et s'adonnant à un déshabillage paradoxal.
Cathy O'Dowd, alpiniste qui a assisté à l'agonie de Francys Arsentiev sans pouvoir la sauver et a soutenu plus tard Ian Woodall (en) dans ses tentatives pour inhumer trois personnes lors d'une expédition spéciale, considère comme un « manque de dignité » le fait que les corps finissent par servir de repères le long des chemins d'ascension, des « bornes macabres » pour les alpinistes suivant leurs traces. Si des efforts certains sont faits pour cacher les corps à la vue ou pour les protéger des oiseaux nécrophages (certains corps sont ainsi recouverts d'un drapeau ou leur tête cachée sous un sac), il est presque impossible de faire beaucoup plus, à moins de lancer une expédition consacrée à la récupération d'un corps, comme celle de Yasuko Namba, une des victimes du désastre de 1996, qu'Anatoli Boukreev avait provisoirement inhumée sous un cairn en 1997. Un autre exemple, exceptionnel dans les années 1990, est le sort de Pasang Lhamu, première femme népalaise à atteindre le sommet ; considérée comme une héroïne dans son pays du fait de son exploit, son corps est triomphalement ramené au Népal quelques semaines après sa mort, survenue alors qu'elle entamait sa descente.
D'autres familles refusent cependant que le corps de leur proche soit déplacé, telles que celle de Scott Fischer, guide disparu durant la tempête de 1996.
Le gouvernement népalais, soucieux de préserver l'attractivité touristique de la montagne, prend cependant soin de faire disparaître autant de corps que possible : certains sont ainsi éloignés des tracés les plus empruntés et poussés dans des crevasses ou sur des pentes, parfois à la demande des familles des disparus qui ne supportent pas l'idée qu'ils servent de repères aux autres alpinistes.

### Difficultés d'inhumation ou de rapatriement
Les conditions extrêmes prévalant en altitude, notamment dans la zone de la mort des 8 000 mètres où repose Green Boots, démultiplient les efforts nécessaires pour se mouvoir. Un corps pesant 80 kilos en paraît ainsi 150 lorsqu'il s'agit de le porter ou de le soustraire à l'emprise du sol, alourdi par sa couverture de gel et par la glace empilée sur sa face extérieure. Impossible de creuser une tombe à ces altitudes, et toute crémation sur place est inenvisageable sans bois et essence. Rapatrier un corps de la montagne consiste donc à le faire redescendre suffisamment bas pour qu'un hélicoptère puisse prendre le relais des bras humains. Une fois le visage du mort masqué (par exemple en resserrant la capuche de sa combinaison) et après l'avoir séparé du sol gelé à l'aide de pioches, tâche prenant plusieurs heures à elle seule, on le place sur une structure capable de le faire glisser : le plus souvent une étoffe de tissu, parfois une luge, qu'on attache à des cordes pour contrôler la descente jusqu'au camp inférieur.

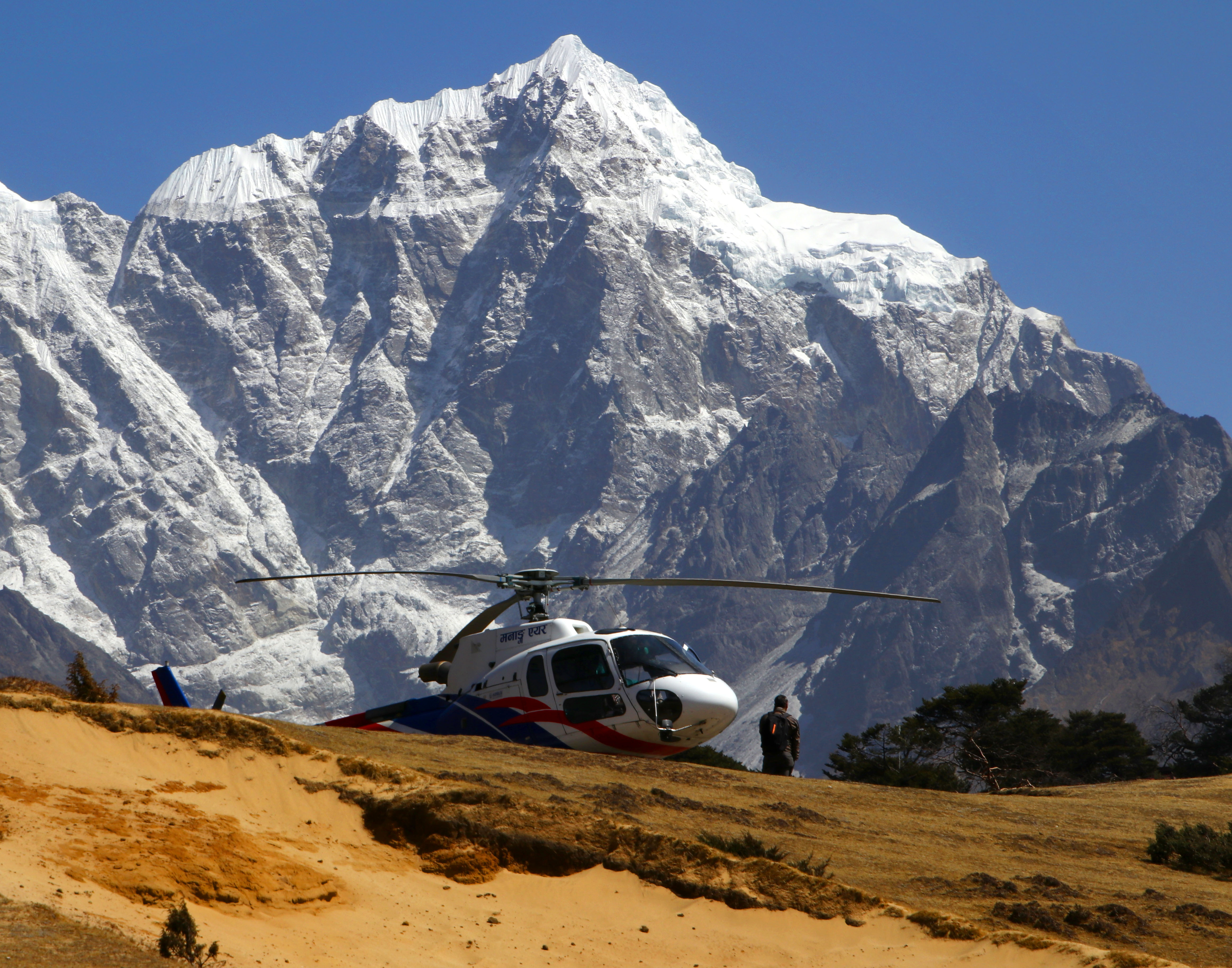
Un hélicoptère à Namche Bazar, à 3440 m d'altitude, la dernière ville traversée par les prétendants à l'Everest avant le camp de base.

Il est en effet trop complexe pour un hélicoptère de soutenir de telles excursions en s'élevant jusqu'au sommet : à partir d'une certaine altitude, la faible densité de l'air rend difficile le simple support du poids de l'appareil, et il est risqué d'estimer depuis le cockpit si une surface potentielle d'atterrissage est stable et solide ou bien si la neige masque l'absence de roche ; enfin, la fréquence des avalanches et des éboulements décourage de se poser sur la plupart des surfaces aptes à recevoir un hélicoptère. De fait, il est rare d'en voir au-delà du camp II, à 7 700 mètres.
Les projets d'inhumation ou de rapatriement sont ainsi mal considérés par la plupart des professionnels de l'alpinisme, qui estiment que de telles entreprises ne valent pas le risque de perdre les six à dix grimpeurs mobilisés pour chaque redescente de corps, d'autant que le coût financier d'une telle opération surpasse grandement celui engagé dans l'ascension ayant conduit au drame.
Le sherpa Ang Tshering, homonyme d'illustres grimpeurs et lui-même issu d'une prestigieuse lignée de sherpas, voudrait que « les familles comprennent » que le risque est trop grand. Une mission menée au printemps 2017 pour récupérer un citoyen indien n'est ainsi réalisée qu'avec réticence par les alpinistes engagés, sous la pression de l'ambassade d'Inde à Katmandou, le siège de nombre de sherpas. L'opération de recouvrement du corps représente alors 92 000 dollars, financés par l'État de Bengale-Occidental. Il est estimé que toute opération nécessite plus généralement un minimum de 30 000 dollars, qui peut rapidement s'élever à 70 000 dollars, en plus de susciter d'immenses risques pour l'équipe devant assurer la redescente contrôlée du corps.
Reinhold Messner (premier alpiniste à réaliser l'ascension de l'Everest sans apport d'oxygène et l'un des meilleurs alpinistes au monde du XXe siècle) soutient néanmoins les expéditions pour évacuer les morts, qui ont le mérite de laisser la montagne « plus propre » selon lui.

### Individualisme et course au sommet

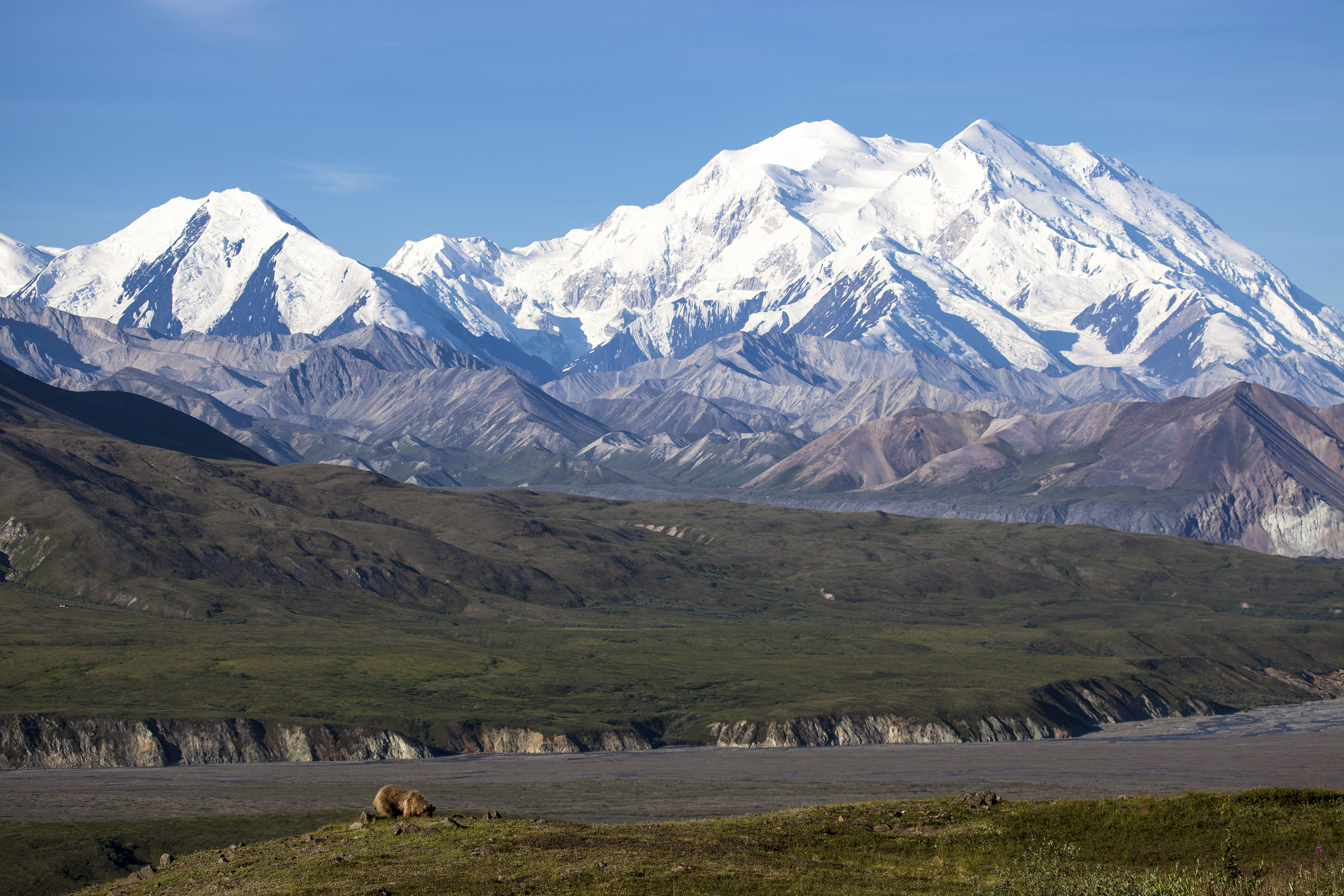
Des guides professionnels de l'Everest regrettent que les reproches qui leur sont adressés ne soient pas étendus à d'autres agences, y compris à celles commercialisant l'ascension du mont McKinley, la plus haute montagne d'Amérique du Nord.

Après le désastreux mois de mai 1996, l'expérimenté guide norvégien Jon Gangdal (no) exprime les vues de plusieurs résidents du camp de base en affirmant que « l'amitié, la proximité de la nature et la formation d'une intimité avec la montagne ont disparu. Désormais, il ne s'agit plus que d'attaquer, comme dans un siège à l'ancienne, et les grimpeurs doivent accepter d'atteindre le sommet à n'importe quel prix. Les gens sont même prêts à enjamber des cadavres pour se rendre au sommet. C'était ma seconde expédition sur l'Everest et je n'y retournerai jamais plus,. » Le code d'éthique des alpinistes, rédigé par l'Union internationale des associations d'alpinisme, indique pourtant que « venir en aide à une personne en difficulté a priorité absolue sur toute autre ambition personnelle d'ascension ».
Cette analyse récurrente du comportement des « touristes » a notamment retrouvé des échos après la mort polémique de David Sharp, jugée « à l'encontre de toutes les valeurs de l'alpinisme ». Au sujet du désastre de 1996, la plupart des spécialistes s'accordent à dire que l'équipe japonaise, composée de cinq membres et qui a croisé les trois grimpeurs indiens sans s'arrêter pour mieux atteindre le sommet, aurait pu sauver le premier vu sur sa route (« probablement » Tsewang Paljor), au niveau du premier ressaut, si elle s'en était donné la peine. Il est pourtant particulièrement complexe d'apporter de l'aide, comme le relèvent plusieurs enquêtes :

« Les options de secouristes potentiels sont rares à des altitudes aussi extrêmes. Les alpinistes transportent une quantité limitée d'oxygène, juste de quoi subvenir à leurs propres besoins, à cause du poids des bouteilles. Ils se préoccupent de leur propre survie, tout en sachant que chaque seconde supplémentaire passée à affronter les éléments peut s'avérer fatale. Ils sont souvent épuisés, physiquement et mentalement. Même s'ils disposent de toutes leurs facultés, ils ont payé des dizaines de milliers de dollars et peut-être consacré plusieurs années de leur vie dans la réalisation de cette seule journée, et ils peuvent répugner à mettre fin à tout cela pour un parfait inconnu dont les besoins sont difficiles à évaluer et qui, la plupart du temps, parle une langue différente,. »

— The New York Times sur les circonstances de la mort de plusieurs Indiens en 2016
Quand ce ne sont pas les grimpeurs infructueux qui sont moqués pour leur inexpérience, ce sont les agences de guides qui sont décriées pour leur appât du gain et la possible insuffisance qualitative de leur matériel au vu des devis inconsistants qu'elles proposent à certains amateurs. Tous regrettent cependant que ces drames puissent être repris par la presse à sensation au point de faire disparaître toute nuance et regard critique, situation particulièrement exacerbée après la mort de David Sharp. Les professionnels préfèrent rappeler que le taux de décès est globalement en baisse d'année en année, que les connaissances et les données disponibles pour améliorer le matériel et affiner des stratégies d'ascension se sont nettement améliorées depuis 1996, ou encore plus simplement que les gains réalisés dans l'accompagnement des amateurs permettent de faire vivre des centaines de familles... tandis que personne n'adresse de tels reproches aux guides monétisant l'accès aux montagnes occidentales comme le mont McKinley.